# Tricor Packaging & Logistics
Die Tricor Packaging & Logistics AG ist ein Unternehmen, das Verpackungen für die Chemie- und Automobilbranche herstellt.

## Geschichte
Das Unternehmen wurde 1931 durch Jakob Müller als Stellmacherei in Eppishausen gegründet. Neben Holzrädern wurden auch Holzkisten zu Transportzwecken produziert. 1968 wurde zum ersten Mal Wellpappe verkauft. 2013 wurde der Hauptsitz nach Bad Wörishofen verlegt. Die Stadt hatte zuvor den Gewerbesteuerhebesatz auf 240 Prozent gesenkt.
Das Unternehmen verfügt über die betriebseigene Spedition/Logistikdienstleister Transcor.
Im August 2019 wurde bekannt, dass das Unternehmen an die japanische Unternehmensgruppe Tri-Wall/Rengo verkauft wird.